# Chiesa della Resurrezione (Jalta)
La chiesa della Resurrezione (in ucraino Церква Воскресіння Христового?, in russo Воскресенская церковь?) è una chiesa ortodossa della località di Foros, a Jalta, in Crimea. Si trova su una collina a 400 metri di quota sopra il Mar Nero.
La sua costruzione fu commissionata da un proprietario terriero locale per commemorare la sopravvivenza di Alessandro III di Russia all'incidente ferroviario di Borki del 1888. L'edificio fu progettato da Alexander Kuznetsov, architetto di Vilnius che diede alla chiesa uno stile eclettico mescolando il barocco rastrelliano agli stili neorusso e neobizantino.
La chiesa fu consacrata il 4 ottobre 1892 e intitolata alla Resurrezione di Gesù durante una cerimonia alla presenza di Konstantin Petrovič Pobedonoscev.
Dopo la rivoluzione russa la chiesa fu chiusa ai fedeli, il sacerdote fu esiliato in Siberia e gli affreschi furono coperti. L'edificio fu utilizzato come bar per turisti fino al 1969, rimanendo poi vuoto per tutti gli anni Settanta e Ottanta. Fu successivamente restituito alla Chiesa ortodossa e fu interessato da quattro campagne di restauro per volere di Leonid Kučma.